# Lentilly
Lentilly é uma comuna francesa na região administrativa de Auvérnia-Ródano-Alpes, no departamento de Ródano. Estende-se por uma área de 18,39 km². Em 2010 a comuna tinha 6 284 habitantes (densidade: 341,7 hab./km²).